# 伽利略传
《伽利略传》（德語：Leben des Galilei）是由德国剧作家贝托尔特·布莱希特创作的一出戏剧，主要讲述伽利略因其天文发现触怒教廷，在真理与威权之间摇摆的故事。